# Dekanat Geras
Dekanat Geras należy do diecezji St. Pölten i obejmuje 26 parafii:
Blumau an der Wild, Drosendorf, Eibenstein, Felling, Geras, Großau, Göpfritz an der Wild, Hardegg, Harth, Japons, Kirchberg an der Wild, Langau, Niederfladnitz, Niklasberg, Nondorf an der Wild, Oberhöflein, Obermixnitz, Pernegg in Niederösterreich, Pleissing, Sallapulka, Theras, Trabenreith, Walkenstein, Weikertschlag, Weitersfeld, Zissersdorf